# Hétalvó
A Hétalvó (eredeti címe: Sleeper) 1973-ban bemutatott amerikai sci-fi filmvígjáték, melynek rendezője, forgatókönyvírója, zeneszerzője és főszereplője Woody Allen. További fontosabb szerepben Diane Keaton, Allen korábbi élettársa látható. A filmet a coloradói Denver környékén forgatták.
Az Amerikai Egyesült Államokban 1973. december 17-én mutatták be.

## Cselekmény
A két évszázadnyi kómából a messzi jövőben felébredő klarinétos a túlszervezett társadalom ellen lázadó csoport tagja lesz. Miles Monroe-t még 1973-ban hibernálták egy balul sikerült operáció után, s kétszáz évvel később egy tudóscsoport a legnagyobb titokban feléleszti.
Miles kezdetben döbbenten szemléli a szép új világot, ahol egy kerekesszékes diktátor az úr, egy fehér kutya dönt mindenről, és az Orgazmatron nevű gép szimulálja a szexet, egyúttal gyóntatószékként is szolgálva. A földalatti mozgalom azonnal fontos feladatot bíz rá, de a rendőrség elől menekülve kénytelen egy háztartási robot bádogburkában megbújni, mígnem egy szépségverseny favoritjai között találja magát...

## Szereplők
| Szerep          | Színész           | Magyar hang      |
| --------------- | ----------------- | ---------------- |
| Miles Monroe    | Woody Allen       | Kerekes József   |
| Luna Schlosser  | Diane Keaton      | Détár Enikő      |
| Erno Windt      | John Beck         | Laklóth Aladár   |
| Dr. Nero        | Marya Small       | Prókai Annamária |
| Ellen Pogrebin  | Susan Miller      |                  |
| Dr. Melik       | Mary Gregory      | Sáfár Anikó      |
| Dr. Tyron       | Don Keefer        |                  |
| Dr. Dean        | Peter Hobbs       | Pusztai Péter    |
| Dr. Aragon      | John McLiam       | Galgóczy Imre    |
| Dr. Orva        | Bartlett Robinson | Szélyes Imre     |
| Rainer Krebs    | Chris Forbes      |                  |
| Herald Cohen    | Brian Avery       | Rosta Sándor     |
| Ellen Pogrebin  | Susan Miller      |                  |
| Jeb Hrmthmg     | Spencer Milligan  |                  |
| M.C.            | Lou Picetti       |                  |
| nő a tükörben   | Jessica Rains     |                  |
| Sears Swiggles  | Stanley Ross      |                  |
| robotszabó      | Jackie Mason      |                  |
| számítógép hang | Douglas Rain      |                  |

Magyar nyelvű változat
- magyar szöveg: Sarodi Tibor
- hangmérnök: Fék György
- gyártásvezető: Szentiváni Csilla
- szinkronrendező: Dezsőffy Rajz Katalin
- szinkron stúdió: Mafilm Audió Kft.

## Fogadtatás

### Díjak, elismerések
1974-ben a film elnyerte a Hugo-díjat a legjobb drámai bemutató kategóriában. A díjat a 32. World Science Fiction Convention eseményen, Washingtonban osztották ki.
2000-ben a Total Film magazin olvasói minden idők 30. legjobb filmvígjátékának szavazták meg. Ugyanebben az évben az Amerikai Filmintézet összegyűjtötte a 100 legszórakoztatóbb filmet, amelyet az amerikai mozikban valaha bemutattak, ezen listán a 80. helyen szerepel a film.

### Kritikai visszhang
„A némafilmek nagyszerű komikus hagyományaira építő Hétalvó Woody Allen első olyan filmje, amelyben az író-színész-rendező háttérbe szorítja vitriolos verbális humorát, és előveszi pazar vizuális és fizikai gegkészletét. A Diane Keaton főszereplésével készült Hétalvó a New York-i neurózisok és a briliánsan őrült képi gegek, az Alice Csodaországban logikátlansága és a frenetikus-fájdalmas szatíra bizarr keveréke.”

## Érdekességek
- A film egyik jelenetében látható futurisztikus ház egy valós épület, aminek a neve Sculptured House és Charles Deaton tervezte. 1963-ban épült és a forgatás idejére bérelték ki.
- Az első jelenetben, amikor a főszereplő Miles Monroe-t még ébresztgetik a hibernálásból, az orvosok megemlítik, hogy a páciens klarinétos. Allen valóban magas szinten játszik a hangszeren, többször fel is lépett már zenekarával.
- A filmből kivágtak egy jelenetet, amelyben a főszereplő Miles a háttérből szóló zongoramuzsika mellett vacsorázik, míg Luna néz rá csodálkozva.
- Az eredeti moziváltozatból kimaradt az a jelenet, melyben Miles borotválkozik egy high-tech tükör előtt, amiben hol magát látja, hol egy másik tükör előtt személyt. Végül a film DVD verziójának 2000-ben történt kiadásakor belekerült.
- A kábeltévés változatból kimaradt az a jelenet, ami egyébként a DVD verzióban látható: Miles és Luna egy 1990-es újság címlapjáról arról értesül, hogy "a pápa felesége ikreket szült".